# Enchelidium obtusum
Enchelidium obtusum is een rondwormensoort uit de familie van de Enchelidiidae. De wetenschappelijke naam van de soort is voor het eerst geldig gepubliceerd in 1861 door Grube.